# Kaukab al-Hawa
Kaukab al-Hawa (arab. كوكب الهوا) – nieistniejąca już arabska wieś, która była położona w dystrykcie Bajsan w Mandacie Palestyny. Wieś została wyludniona i zniszczona podczas I wojny izraelsko-arabskiej, po ataku sił żydowskiej Hagany w dniu 16 maja 1948 roku.

## Położenie
Kaukab al-Hawa leżała we wschodniej części płaskowyżu Ramot Jissachar. Wieś była położona w odległości 11 kilometrów na północ od miasta Bajsan. Według danych z 1945 do wsi należały ziemie o powierzchni 994,9 ha. We wsi mieszkało wówczas 430 osób.
| własność gruntów | powierzchnia gruntów (hektary) |
| ---------------- | ------------------------------ |
| Arabowie         | 612,5                          |
| Żydzi            | -                              |
| publiczne        | 382,4                          |
| Razem            | 994,9                          |

| Rodzaj użytkowanych gruntów | Arabowie (hektary) |
| --------------------------- | ------------------ |
| uprawy nawadniane           | 17                 |
| uprawy zbóż                 | 585,1              |
| uprawy oliwek               | 60                 |
| zabudowane                  | 5,6                |
| nieużytki                   | 387,2              |

## Historia
Nie jest znana data założenia wioski, ale arabski geograf Jakut Ibn Abdallah al-Hamawi wspomniał o niej już w 1220 roku. Według niego, wieś powstała na gruzach zamku krzyżowców Belvoir w czasach sułtana Saladyna (XII wiek). Francuski geograf Pierre Jacotin umieścił wieś na swojej mapie z 1799 roku (pod nazwą Kaoukab). Amerykański biblista Edward Robinson opisał w 1838 roku Kaukab al-Hawa jako niewielką wieś znajdującą się na stoku Doliny Jordanu. Zidentyfikował on wówczas miejsce dawnej twierdzy krzyżowców Belvoir. Ponieważ wieś powstała w obrębie zarysu murów dawnej twierdzy, rozwijała się bardzo powoli. Po I wojnie światowej w 1918 roku cała Palestyna przeszła pod panowanie Brytyjczyków, który w 1921 roku utworzyli Brytyjski Mandat Palestyny. Umożliwiło to rozwój osadnictwa żydowskiego w Palestynie. W latach 20. XX wieku żydowskie organizacje syjonistyczne zaczęły wykupywać grunty w okolicy. W okresie panowania Brytyjczyków Kafra była niewielką wsią, której mieszkańcy utrzymywali się z upraw zbóż.

Przyjęta 29 listopada 1947 roku Rezolucja Zgromadzenia Ogólnego ONZ nr 181 przyznała te tereny państwu żydowskiemu. Na początku I wojny izraelsko-arabskiej pojawiły się obawy, że tutejsze wioski arabskie mogą być wykorzystane przez Arabów do prowadzenia operacji wojskowych. Z tego powodu w dniu 16 maja 1948 roku siły Hagany zajęły wieś Kaukab al-Hawa, wysiedlając jej mieszkańców. Następnie we wrześniu wyburzono wszystkie domy.

## Miejsce obecnie
Teren wioski Kaukab al-Hawa pozostaje opuszczony, jednak jej pola uprawne zajęła sąsiednia wieś Moledet. Palestyński historyk Walid al-Chalidi, tak opisał pozostałości wioski Kaukab al-Hawa: „Wieś została zniszczona, ale obszar zamku Belvoir został odkryty i zamieniony w atrakcję turystyczną”.